# Coco Yoshizawa
Coco Yoshizawa (japonès: 吉沢 恋)  (Sagamihara, 22 de setembre de 2009) és una patinadora de monopatí japonesa. Es va classificar per als Jocs Olímpics d'Estiu de 2024 on va fer la puntuació més alta a la ronda preliminar de la modalitat de carrer i, finalment, va guanyar la medalla d'or de l'esdeveniment.